# Mochrum Loch
Mochrum Loch är en sjö i Storbritannien.   Den ligger i riksdelen Skottland, i den centrala delen av landet, 500 km nordväst om huvudstaden London. Mochrum Loch ligger 94 meter över havet.Trakten runt Mochrum Loch består i huvudsak av gräsmarker.